# Kavak (district)
Kavak is een Turks district in de provincie Samsun en telt 21.854 inwoners (2007). Het district heeft een oppervlakte van 698,9 km². Hoofdplaats is Kavak.
De bevolkingsontwikkeling van het district is weergegeven in onderstaande tabel.
| 1997   | 2000   | 2007   |
| ------ | ------ | ------ |
| 30.272 | 27.371 | 21.854 |